# Fiat Argo
Fiat Argo (тип 358, кодовий проект X6H) — субкомпактний автомобіль італійського виробника Fiat, розроблений для ринку Південної Америки. Він був представлений у Бразилії в травні 2017 року, продається в червні. Це п'ятидверний хетчбек , який прийшов на зміну Fiat Punto і Fiat Palio. Argo був представлений на рік пізніше, ніж планувалося, і був розроблений для посилення пропозиції Fiat у субкомпактному (B) сегменті, який традицій
но важливий для Fiat.
У 2018 році була випущена версія седан під назвою Fiat Cronos.

## Силовий агрегат

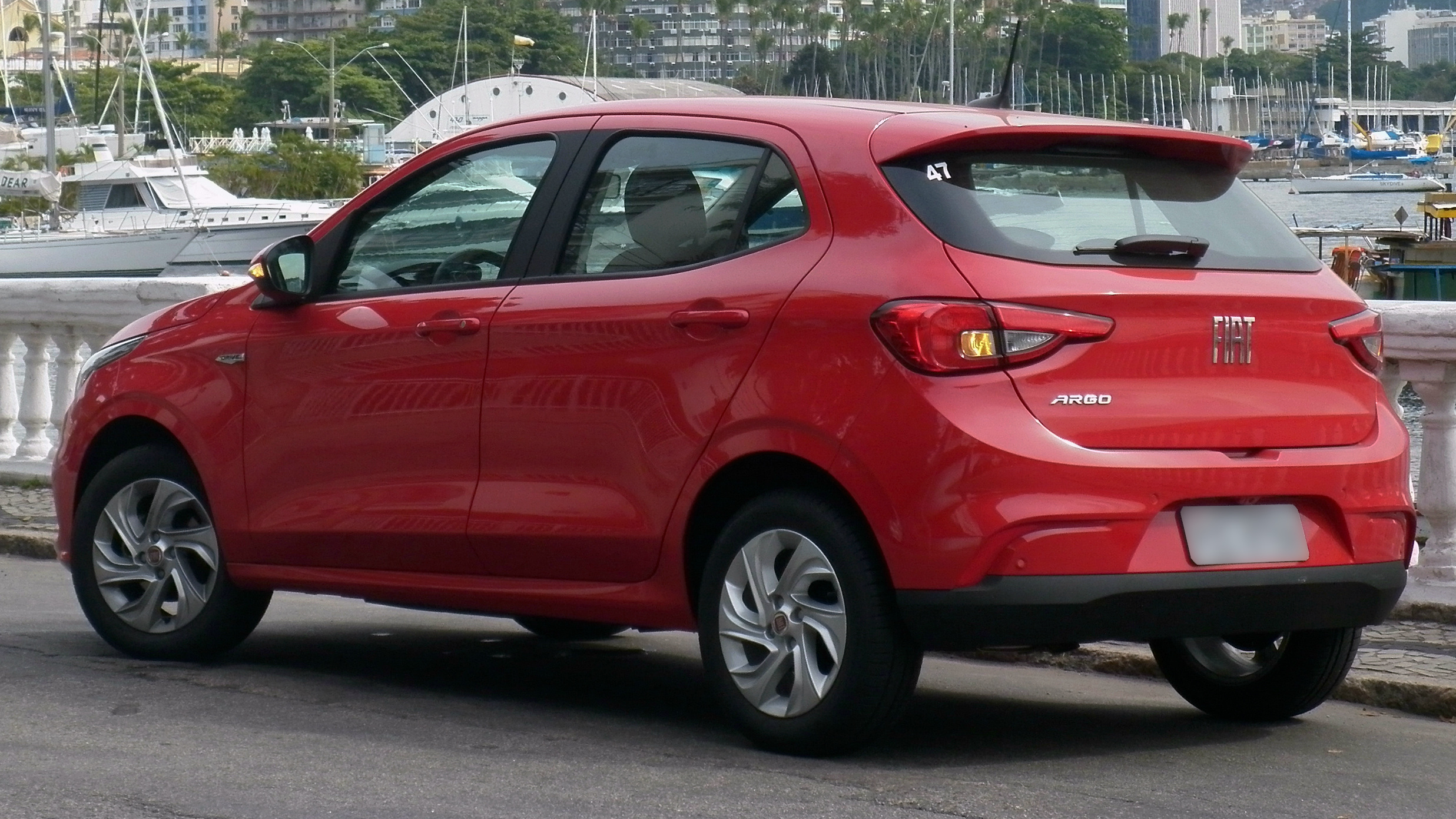
Вид ззаду

Трициліндровий 1,0-літровий двигун Firefly є ексклюзивним для бразильського місцевого ринку, де двигуни об’ємом менше літра користуються нижчими податками, тоді як доступний 1,3-літровий двигун є стандартним для інших країн. На момент запуску модель 1.3 була доступна з опцією автоматизовано-ручної коробки передач під назвою GSR, яка була припинена в 2019 році, тоді як 1.8L E.torQ зберіг доступність автоматичної коробки передач. Для комплектації Trekking, випущеної в 2019 році, 1.3 є базовим двигуном, а 1.8 пропонується тільки з автоматичною коробкою передач. Усі двигуни працюють на гнучком паливі для Бразилії, а в інших країнах – лише на бензині. 

## Фейсліфтинг
Наприкінці липня 2022 року був представлений фейсліфтинг із зміненим дизайном бампера та передньої решітки радіатора, керма, коліс та внутрішньої обробки.

## Безпека
Argo має передні вентильовані дискові гальма.
Argo (тестований як варіант седана, Cronos) у конфігурації з двома подушками безпеки отримав 0 зірок від Latin NCAP під час тестування в грудні 2021 року. 

## Продажі
| Рік  | Бразилія | Аргентина | Мексика |
| ---- | -------- | --------- | ------- |
| 2017 | 27,925   | 1,636     | Н/Д     |
| 2018 | 63,017   | 21,378    | Н/Д     |
| 2019 | 79,001   | 8,865     | Н/Д     |
| 2020 | 65,937   | 4,688     | 328     |
| 2021 | 84,656   | 1,248     | 2,516   |
| 2022 | 64,022   | 1,517     | 1,983   |
| 2023 | 66,720   |           | 1,848   |